# Titanic (1943)
Titanic ist ein deutscher Propagandafilm aus dem Jahr 1943 von Herbert Selpin, fertiggestellt von Werner Klingler, der vom Untergang des Luxusliners Titanic im Jahr 1912 erzählt. In den Hauptrollen agieren Sybille Schmitz, Hans Nielsen, Kirsten Heiberg, Ernst Fritz Fürbringer und Karl Schönböck.

## Entstehung des Films
Das Reichsministerium für Volksaufklärung und Propaganda forderte 1939 von den Filmstudios die Entwicklung antibritischer Stoffe. 1940 legte die Tobis Filmkunst GmbH ein Drehbuch nach dem Roman von Josef Pelz von Felinau vor, das der Autor und Werner Bergold verfasst hatten. Die Erzählung beruht auf den Aussagen von Max Dittmar Pittmann, der behauptete, Dritter Offizier auf der Titanic gewesen zu sein. Pelz von Felinau gab an, sich selbst auf der Carpathia befunden zu haben, was er aber später mit Bedauern widerrief. Da Propagandaminister Joseph Goebbels umfangreiche Änderungen forderte, stieg Pelz von Felinau wieder aus dem Projekt aus.
1941 legte dann der Erziehungswissenschaftler August Christian Riekel unter dem Pseudonym Harald Bratt ein neues Drehbuch vor, das jedoch von der ursprünglichen Version stark abwich. Für die Regie war Herbert Maisch angekündigt. Dieser lehnte aber ab, da er mit anderen Projekten beschäftigt war. Andere Quellen behaupten, Maisch habe der plumpe Drehbuchentwurf missfallen. Weitere Regisseure lehnten ebenfalls ab, weil sie sich die Darstellung eines Katastrophenfilms unter diesen Vorgaben nicht zutrauten. Am Ende fiel die Entscheidung auf Herbert Selpin. Ausschlaggebend soll dabei gewesen sein, dass Selpin bereits Erfahrungen mit maritimen Filmen hatte. Er hielt das Drehbuch von Harald Bratt allerdings für unzureichend und verlangte, seinen Freund Walter Zerlett-Olfenius hinzuzuziehen. Selpin und Zerlett-Olfenius überarbeiteten das Drehbuch erneut. Selpin veranschlagte 87 Drehtage, was selbst für große Hollywood-Produktionen ein sehr hoher Maßstab gewesen wäre. Für die Produktion wurden vier Millionen Reichsmark (2016 ca. 17 Millionen Euro) bereitgestellt.
Die Dreharbeiten gestalteten sich von Anfang an schwierig und waren von „verhängnisvollen Zwischenfällen“ überschattet. Bereits während der Dreharbeiten in Gotenhafen kam es zu „Ausschreitungen, Trinkexzessen und Streitereien“. Zurückzuführen war das auch darauf, dass man mit jeder Menge Komparsen zusammenarbeiten musste, die keine Erfahrung in der Filmarbeit hatten.

## Handlung
Der Film schildert die Katastrophe in Form antibritischer Propaganda. Die White Star Line habe kurz vor dem Bankrott gestanden und deshalb den Kapitän bestochen, mit der Titanic in Rekordzeit den Atlantik zu überqueren, um die Reederei durch den Ruhm des „Blauen Bandes“ (der Auszeichnung für das jeweils schnellste Passagierschiff zwischen Ärmelkanal und New York City) finanziell retten zu können. Nur der deutsche Erste Offizier Petersen (in Wirklichkeit gab es keinen deutschen Offizier an Bord) erkennt die Gefahr; seine Warnungen werden aber ignoriert.  In der Nebenhandlung gibt es mehrere romantische Geschichten, in denen die Themen wahre Liebe, alte Liebe, neue Liebe, Dreiecksbeziehung, Verlobung, Heirat und Aufopferung angerissen werden.
Während des Untergangs versuchen reiche Passagiere und auch der Reederei-Präsident Bruce Ismay, den Kapitän zu bestechen, ihnen Plätze in den Rettungsbooten zu überlassen. Den größten Mut und Charakter während der Katastrophe zeigen die deutschen Passagiere und Besatzungsmitglieder. Als Kapitän Smith den Besatzungsmitgliedern sagt, sie seien frei, und alle versuchen sich zu retten, rettet Petersen im letzten Moment ein britisches Mädchen, das in einer Kabine allein gelassen worden ist, und bringt es in ein Boot. Schockiert beobachten die Passagiere in den Booten den Untergang der Titanic.
In der Gerichtsszene am Schluss des Films bezichtigt Petersen den Präsidenten der Hauptschuld am Unglück. Die Gerichtskommission verwirft diese Auffassung, weil rechtlich gesehen nur der (ertrunkene) Kapitän das Kommando hatte.

## Produktion und Hintergrund
Der Film verfälschte sowohl Ursachen als auch Ablauf der Katastrophe: Das alte Gerücht, die Titanic sei aus Rekordsucht ins Verderben gefahren, war schon zu Zeiten des Films längst widerlegt. Das Schiff war in seiner Maschinenleistung gar nicht darauf ausgelegt, den Geschwindigkeitsrekord des Blauen Bandes zu brechen, sondern auf Luxus durch möglichst geringe Vibrationen. Im Film wurde zudem fälschlich dargestellt, dass die Titanic eine Geschwindigkeit von 26,5 Knoten habe erreichen können. Sie konnte hingegen „nur“ eine Höchstgeschwindigkeit von 23 bis 24 Knoten erreichen, und die tatsächliche Reisegeschwindigkeit betrug ca. 21 Knoten (entspricht 39 km/h).
Allerdings hätte die Titanic versuchen können, aus PR-Gründen möglichst schnell in New York anzukommen. Es wird in der Forschung ernsthaft diskutiert, ob der Direktor Ismay den Kapitän dahingehend beeinflusst haben könnte. Der Forscher Samuel Halpern hält dagegen, dass es für so einen Einfluss keinen stichhaltigen Beweis gäbe. Zwischen Ismay und Kapitän gab es in dieser Hinsicht vermutlich keinen Interessensgegensatz.
Ein weiterer Fehler, der weniger der Propaganda dient, ist der Handlungsgegenstand, Bruce Ismay werde nach der Ankunft in New York eine Frau namens Gloria heiraten. Ismay war bereits verheiratet, aber nie mit einer Frau namens Gloria.
Der Regisseur des Films, der vierzigjährige Herbert Selpin, wurde noch während der Dreharbeiten am 31. Juli 1942 verhaftet, nachdem er sich im privaten Kreis beim Abendessen kritisch über die Wehrmacht und den Krieg geäußert hatte; Walter Zerlett-Olfenius hatte ihn denunziert. Selpin wurde am 1. August in seiner Zelle im Polizeipräsidium Alexanderplatz mit den Hosenträgern erhängt aufgefunden. Ob es sich wirklich um Selbstmord oder Mord durch die Gestapo gehandelt hat, konnte nie aufgeklärt werden. Goebbels schrieb dazu in sein Tagebuch: 1. August 1942: „Selpin hat sich in seiner Zelle umgebracht. Er kam zu der Entscheidung, die das Gericht auch gefällt hätte.“ Der Film wurde auf Anordnung von Goebbels von Werner Klingler fertiggestellt.
Die Szenen im Film, die in der Nacht des Untergangs spielen und das Bootsdeck der Titanic zeigen, entstanden an Bord der Cap Arcona im Hafen von Gdynia (dem damaligen Gotenhafen). Dieses deutsche Schiff sank am 3. Mai 1945 tatsächlich, nachdem es von alliierten Bombern in der Lübecker Bucht getroffen worden war; mehrere tausend an Bord befindliche KZ-Häftlinge wurden dabei getötet.
Die realistische Darstellung des Schiffes mit Hilfe einer für die damalige Zeit hochentwickelten Trickfilmtechnik und des Einsatzes eines 6 m langen Modells wurde in dem Film Die letzte Nacht der Titanic von 1958 erneut verwendet, ebenso wie Szenen mit Bauten von Fritz Maurischat.

## Veröffentlichung
Die Kriegslage hatte sich nach der Fertigstellung des Films 1943 so ungünstig für Deutschland entwickelt, dass Joseph Goebbels defätistische Wirkungen befürchtete und das Werk nicht für deutsche Kinos freigab (vgl. Liste der im Nationalsozialismus verbotenen Filme). Der Autor und Kritiker Karlheinz Wendtland führte allerdings aus, dass es sich heute nicht mehr mit Sicherheit sagen lasse, ob der Film vor Kriegsende tatsächlich in Deutschland gelaufen sei oder nur fürs Ausland freigegeben worden war. Goebbels habe jedoch zweifelsohne erkannt, dass von dem Film eine „Untergangsstimmung“ ausgehe. Ein Schiffsuntergang hätte von deutschen Filmzuschauern nur allzu leicht mit dem bevorstehenden Untergang des Deutschen Reiches assoziiert werden können, sodass der Film dann erst 1950 in einer gekürzten, aber ungeachtet des dadurch teilweise unsinnigen Handlungsverlaufes erfolgreichen Fassung in den westdeutschen Kinoverleih kam. Nach anderen Quellen soll der Film in einem Berliner Bezirkstheater ohne viel Aufsehen uraufgeführt worden sein. Nach einem Verbot der Alliierten gab die FSK den Film 1950 gekürzt frei. Die Alliierten verboten ihn jedoch wieder.
Premiere hatte der Film am 24. September 1943 in Prag, in Frankreich lief er am 10. November 1943 an und in Finnland am 12. Dezember 1943. Am 28. Januar 1944 wurde er erstmals in Schweden gezeigt. In der Sowjetunion kam er am 27. August 1949 in die Kinos, in der Bundesrepublik Deutschland dann am 7. Februar 1950. In der Deutschen Demokratischen Republik wurde er erstmals am 8. April 1950 im Film-Theater Babylon in Ost-Berlin aufgeführt. Die endgültige Freigabe des Films durch die FSK erging erst im Frühjahr 1955, nachdem die Bundesrepublik Deutschland ihre Souveränität wiedererlangt hatte. Die westdeutsche Version endet mit dem Untergang des Schiffes, während die östliche, vollständige Fassung, die auch auf arte gezeigt wurde, mit der anschließenden Gerichtsverhandlung in New York endet.
2019 wurde die von der Murnau-Stiftung restaurierte Fassung auf DVD und Blu-ray veröffentlicht. Dort wurden auch die entfernten England-feindlichen Szenen wieder eingefügt.

## Kritiken
Die Kritikerin des französischen Filmportals SensCritique kommt nach einer ausführlichen Filmbesprechung zum Schluss, die Version von 1942 sei „unterhaltsam anzusehen […], ein absolut empfehlenswerter Katastrophenfilm (selbst nach dem aktuellen Standard), dessen romantische Aspekte zweifellos James Cameron inspiriert haben […]. Aber er ist auch der Archetyp eines Propagandafilms in Kriegszeiten […] in einem Genre, wo man das nicht unbedingt erwarten würde. Man sollte ihn wohl mit Neugier und ohne Vorbehalte anschauen, sowohl was die dargestellte Story betrifft als auch vom Aspekt des historischen Kontexts […]“.
Der Autor und Kritiker Karlheinz Wendtland schrieb, dieser „antibritische Film“ lasse einen „merkwürdig kalt“. Anstoß nahm Wendtland an einer von Joe Hembus aufgegriffenen Kritik durch Reimar Hollmann, der befand: „Titanic gehört zu jener großen Anzahl drittklassiger Filme, die zweitklassige Regisseure im Dritten Reich zustande gebracht haben.“ Wendtland entrüstete sich: „Ein aufrechter Mann wie der Regisseur dieses Films, Herbert Selpin, der auch vor Goebbels und in der Gestapohaft zu seinen beleidigenden Äußerungen über die deutsche Wehrmacht stand und der interessante Filme schuf, muß sich heute als ‚zweitklassiger Regisseur‘, der ‚drittklassige Filme‘ gedreht hat, beschimpfen lassen. Das doch offenbar von einem Mann, der einer Film‚kunst‘richtung angehört, deren Kopien unaufführbarer Filme sich zu unübersehbaren Bergen stapeln.“

## Weitere Verfilmungen
siehe → Titanic-Verfilmungen

## Dokumentarfilm
Die Nazi-Titanic (Originaltitel: Nazi Titanic). 85 Min. Regie: Oscar Chan. USA 2012.